# 細若無齒脂鯉
細若無齒脂鯉，為輻鰭魚綱脂鯉目脂鯉亞目上口脂鯉科的其中一個種，分布於南美洲瓜波雷河、内格罗河、奧里諾科河流域，體長可達18.1公分，棲息在流動快速的溪流，生活習性不明，可作為觀賞魚。
其种加词来源于拉丁文“gracilis”，意为“纤细的”。